# Tristan Nancarrow
Tristan Nancarrow, né en 1964, est un joueur professionnel de squash représentant l'Australie. Il atteint, en janvier 1993 la 5e place mondiale sur le circuit international, son meilleur classement.

## Biographie
Tristan Nancarrow fait partie d'une célèbre famille de squash: son beau-père Cam Nancarrow et sa mère Mavis Nancarrow étaient deux protagonistes de la fin des années 1960 et début des années 1970. Tristan lui-même devient un joueur de premier plan au début des années 1990 pour atteindre la 5e place mondiale en janvier 1993.
Comme beaucoup de joueurs de son époque, il se heurte aux légendes pakistanaises Jahangir Khan et Jansher Khan. En 1984, à l'âge de 20 ans, il remporte l'Australian Open et il est deux fois finaliste de l'Open de Hong Kong face à Rodney Martin en 1986 et Jansher Khan en 1991.
Il représente l'Australie dans les championnats du monde par équipes de 1993, mais on se souvient sans doute davantage du fait qu'il était considéré comme le John McEnroe du squash. En septembre 1989, trois mois seulement après une interdiction de trois mois infligée après le British Open, il quitte le court lors d'un match contre Jansher Khan. En avril 1993, il est suspendu une troisième fois à la suite d'une série d'infractions disciplinaires.
Il construit et réhabilite maintenant des courts de tennis.

## Palmarès

### Titres
- Australian Open : 1984

### Finales
- Hong Kong Open : 2 finales (1986,1991)
- Championnats du monde par équipes : 1993